# Martial Gayant
Martial Gayant (Chauny, 16 novembre 1962) è un dirigente sportivo, ex ciclista su strada e ciclocrossista francese.
Professionista dal 1982 al 1992, ottenne una vittoria di tappa al Giro d'Italia e una al Tour de France, e la medaglia d'argento in linea ai campionati del mondo 1988. Dopo il ritiro è divenuto direttore sportivo del team Française des Jeux/Groupama.

## Carriera
Passò professionista nel 1982, stagione in cui non ottenne risultati. L'anno successivo riuscì a ottenere un secondo posto nella quattordicesima tappa della Vuelta a España e vinse il campionato nazionale di ciclocross. Nel 1984 si presentò al Giro d'Italia come gregario di Laurent Fignon, vincendo la cronosquadre d'apertura e qualche giorno dopo la decima tappa.
Nel 1985 vinse la Paris-Camembert, classica del ciclismo francese, e partecipò anche al suo primo Tour de France. Si aggiudicò una prova di ciclocross e fu secondo in una breve corsa a tappe colombiana, il Clásico RCN. Nel 1986 vinse ancora un titolo nazionale di ciclocross e il Grand Prix de Ouest-France di Plouay. L'anno seguente si presentò con una grande condizione sin da inizio stagione e nella campagna del nord fu ottavo alla Freccia Vallone e decimo nella Parigi-Roubaix, vince una tappa nella Quatre Jours de Dunkerque e fu terzo nel campionato nazionale, ma soprattutto ottenne la sua prima ed unica vittoria di tappa al Tour de France, che chiuse oltre la trentesima posizione.
Nel 1988 ottenne diversi piazzamenti (nono posto all'Amstel Gold Race, quarto al Meisterschaft von Zürich, decimo al Giro di Lombardia), ottenne inoltre una medaglia d'argento ai campionati del mondo di Ronse, battuto solo dall'italiano Maurizio Fondriest. Nel 1989 si impose al Grand Prix de Fourmies e ottenne un secondo posto al Gran Premio di Francoforte, mentre fu sesto nel Critérium du Dauphiné Libéré e terzo al campionato nazionale. Nel 1990 vinse il Tour du Limousin, fu quarto alla Parigi-Roubaix e secondo a Plouay. Chiuse la carriera nel 1991 con il secondo posto al Giro di Lombardia. Nella sua ultima stagione fu terzo nella Parigi-Nizza e secondo nel Grand Prix du Midi Libre.
Dopo il suo ritiro intraprese una carriera come direttore sportivo: dal 2001 fa parte dello staff di dirigenti della Française des Jeux, affiancando Marc e Yvon Madiot.

## Palmarès

### Cross
- 1983

Campionati francesi
- 1985

Cyclo cross de Bray Saint Christophe
- 1986

Campionati francesi

### Strada
- 1984

Chateauroux-Limoges
10ª tappa Giro d'Italia (Cava dei Tirreni > Isernia)
- 1985

Paris-Camembert
Polymultipliée
- 1986

Grand Prix de Ouest-France
- 1987

9ª tappa Tour de France (Poitiers > Chaumeil)
4ª tappa Quatre Jours de Dunkerque (Denain > San Quintino)
- 1989

Grand Prix de Fourmies
Grand Prix Saint Etienne-Loire
- 1990

Classifica generale Tour du Limousin
8ª tappa Tour de la Communauté Européenne

#### Altri successi
- 1984

1ª tappa Giro d'Italia (Lucca > Marina di Pietrasanta, cronosquadre)

## Piazzamenti

### Grandi giri
- Tour de France

1985: fuori tempo (15ª tappa)
1987: 34º
1988: 71º
1989: 31º
1990: ritirato
- Giro d'Italia

1984: 15º
- Vuelta a España

1983: 25º

### Classiche
- Milano-Sanremo

1991: 102º
1992: 72º
- Giro delle Fiandre

1990: 35º
1991: 21º
- Parigi-Roubaix

1983: 32º
1987: 10º
1990: 4º
1991: 28º
- Liegi-Bastogne-Liegi

1984: 25º
1991: 46º
- Giro di Lombardia

1983: 41º
1986: 11º
1988: 10º
1990: 15º
1991: 2º

### Competizioni mondiali
- Campionati del mondo su strada

Villach 1987 - In linea: 15º
Ronse 1988 - In linea: 2º
Chambéry 1989 - In linea: ritirato
Utsonomiya 1990 - In linea: 18º
- Campionati del mondo di ciclocross

Monaco di Baviera 1985: 7º
Lembeek 1986: 5º